# Wieszowa
Wieszowa est une localité polonaise de la gmina de Zbrosławice, située dans le powiat de Tarnowskie Góry en voïvodie de Silésie.

## Histoire
Jusqu'en 1945, Wieschowa fait partie de l'arrondissement de Beuthen à partir de 1818, puis de l'arrondissement de Tarnowitz de 1873 à 1926 puis de l'arrondissement de Beuthen-Tarnowitz dans le district d'Oppeln dans la province de Silésie.